# Teodoro de Samos
Teodoro, filho de Télecles ou de Reco foi um escultor, inventor e arquiteto grego do período Arcaico, ativo no século VI a.C. e natural de Samos.[carece de fontes?] Nenhum dos seus trabalhos havia sobrevivido até a época de Pausânias, segundo pesquisa deste geógrafo.
Conforme ele aparece nos textos de Pausânias e de Heródoto, ele foi arquiteto e escultor entre 560 a.C e 520 a.C, e a ele foi creditada as obras Heréion de Samos e do anel de Polícrates.
Junto com Reco é creditado por Pausânias como inventor da fundição de estátuas de bronze. Segundo Diodoro Sículo, Teodoro era irmão de Télecles, ambos filhos de Reco.
Teodoro e seu irmão Télecles esculpiram a estátua de madeira do Apolo Pítico para a ilha de Samos, sendo que uma metade foi esculpida por Teodoro, em Samos, e a outra metade por Télecles, em Éfeso. Quando as duas metades foram unidas, o encaixe foi tão perfeito, que parecia ter sido obra de um único homem. Segundo Diodoro Sículo, este método era desconhecido dos gregos, porém era familiar aos egípcios, uma afirmação que é disputada por analistas modernos da arte egípcia.
Foi ele que fez o selo de esmeralda, que era usado por Polícrates, tirano de Samos, que tinha muito orgulho deste anel.
A tradição também atribui a Teodoro a invenção no nível de água, do esquadro de carpinteiro, Plínio diz que ele criou o cadeado e o torno, e Vitrúvio diz que ele desenhou o templo de Hera em Samos.
De acordo com William Smith, uma forma de conciliar relatos contraditórios sobre Teodoro de Samos é supor que houve dois personagens com este nome, da mesma família. O mais velho seria filho de Reco, neto de Fileu e irmão de Télecles, o mais novo seria filho de Télecles e sobrinho do Teodoro mais velho. O mais velho, o tio, seria arquiteto, escultor em bronze e em ferro, e teria construído o Heraião da ilha de Samos com seu pai, e a estátua de Apolo de Samos, com seu irmão. O mais novo, o sobrinho, teria florescido por volta de 560 a.C., e praticava a arte de gravar metais e gemas, sendo responsável pelo anel de Polícrates.

## Árvore genealógica
Árvore genealógica baseada em William Smith:
|  |  |                        |                        |                        |                        |                        |                        |  |  | Fileu |  |  |  |  |  |  |  |                             |          |          |          |          |          |  |  |  |  |  |  |  |  |  |  |  |  |
|  |  |                        |                        |                        |                        |                        |                        |  |  |       |  |  |  |  |  |  |  |                             |          |          |          |          |          |  |  |  |  |  |  |  |  |  |  |  |  |
|  |  |                        |                        |                        |                        |                        |                        |  |  | Reco  |  |  |  |  |  |  |  |                             |          |          |          |          |          |  |  |  |  |  |  |  |  |  |  |  |  |
|  |  |                        |                        |                        |                        |                        |                        |  |  |       |  |  |  |  |  |  |  |                             |          |          |          |          |          |  |  |  |  |  |  |  |  |  |  |  |  |
|  |  |                        |                        |                        |                        |                        |                        |  |  |       |  |  |  |  |  |  |  |                             |          |          |          |          |          |  |  |  |  |  |  |  |  |  |  |  |  |
|  |  | Teodoro de Samos (tio) | Teodoro de Samos (tio) | Teodoro de Samos (tio) | Teodoro de Samos (tio) | Teodoro de Samos (tio) | Teodoro de Samos (tio) |  |  |       |  |  |  |  |  |  |  | Télecles                    | Télecles | Télecles | Télecles | Télecles | Télecles |  |  |  |  |  |  |  |  |  |  |  |  |
|  |  | Teodoro de Samos (tio) | Teodoro de Samos (tio) | Teodoro de Samos (tio) | Teodoro de Samos (tio) | Teodoro de Samos (tio) | Teodoro de Samos (tio) |  |  |       |  |  |  |  |  |  |  | Télecles                    | Télecles | Télecles | Télecles | Télecles | Télecles |  |  |  |  |  |  |  |  |  |  |  |  |
|  |  |                        |                        |                        |                        |                        |                        |  |  |       |  |  |  |  |  |  |  | Teodoro de Samos (sobrinho) |          |          |          |          |          |  |  |  |  |  |  |  |  |  |  |  |  |